# 主动脉压
主动脉压是主动脉根部的血压。在科学研究中，主动脉压在评估抗高血压治疗和心血管疾病治疗的疗效中起到重要作用。 研究证实，通过手臂测量血压的传统方法会低估氨氯地平等药物的疗效，以及高估了阿替洛尔等药物的疗效。一项临床试验表明，不同的降血压药物在使末端血管测量中达成相同的血压读数的情况下，对中央主动脉压和血流特征的影响依然会十分不同。此项研究还表明，主动脉压能更好地预测心血管和肾脏疾病的预后情况。 